# Mégevette
Mégevette ist eine französische Gemeinde im Département Haute-Savoie in der Region Auvergne-Rhône-Alpes.

## Geographie
Mégevette liegt auf 884 m, etwa 20 Kilometer südlich der Stadt Thonon-les-Bains (Luftlinie). Die Streusiedlungsgemeinde erstreckt sich in einem offenen Hochtal am oberen Risse, am Ostfuß der Pointe de Miribel, in den Savoyer Alpen.
Die Fläche des 21,66 km² großen Gemeindegebiets umfasst den obersten Abschnitt des Vallée du Risse. Das breite offene Tal erstreckt sich in Nord-Süd-Richtung, erhält mehrere Zuflüsse durch kurze Seitenbäche und wird vom Risse zum Giffre und damit zur Arve entwässert. Das Hochtal ist gegen Süden durch die Talenge beim Rocher de Culaz abgeriegelt. Es wird im Westen von den Höhen der Pointe de Miribel (1581 m) und der Montagne d’Hirmentaz (1596 m) flankiert. Nach Norden reicht der Gemeindeboden bis zum Col de Jambaz. Die östliche Abgrenzung des Hochtals bilden die Pointe des Jottis (1546 m), die Pointe des Follys (1713 m) und die Tête des Follys, auf der mit 1764 m die höchste Erhebung von Mégevette erreicht wird. Ein kleiner Teil des Gemeindeareals befindet sich im Einzugsgebiet des Vallée du Brevon (Zufluss der Dranse).
Zu Mégevette gehören verschiedene Weilersiedlungen, darunter La Culaz (880 m), Les Moulins (910 m) im Tal und Les Fornets (1000 m) am östlichen Talhang. Nachbargemeinden von Mégevette sind Bellevaux im Norden und Osten, Mieussy und Onnion im Süden sowie Villard und Habère-Lullin im Westen.

## Geschichte
Das Hochtal des Risse um Mégevette wurde im Mittelalter von Mönchen der Abtei Saint-Jean-d’Aulps urbar gemacht. Erst 1923 wechselte Mégevette vom Arrondissement Thonon-les-Bains zum Kanton Saint-Jeoire im Arrondissement Bonneville.

## Sehenswürdigkeiten
Die Dorfkirche Saint-Nicolas wurde in der Zeit von 1872 bis 1880 an der Stelle eines früheren Gotteshauses errichtet. Sie zeigt eine Mischung der Stilrichtungen Neuromanik und italienische Renaissance.

## Bevölkerung
| Jahr                       | 1962 | 1968 | 1975 | 1982 | 1990 | 1999 |
| Einwohner                  | 438  | 357  | 298  | 277  | 321  | 364  |
| Quellen: Cassini und INSEE |      |      |      |      |      |      |

Mit 606 Einwohnern (Stand 1. Januar 2022) gehört Mégevette zu den kleinen Gemeinden des Département Haute-Savoie. Nachdem die Einwohnerzahl im Verlauf des 20. Jahrhunderts markant abgenommen hatte (1901 zählte Mégevette noch 1007 Einwohner), wurde seit Mitte der 1980er Jahre wieder eine Bevölkerungszunahme verzeichnet.

## Wirtschaft und Infrastruktur
Mégevette war bis weit ins 20. Jahrhundert hinein ein vorwiegend durch die Landwirtschaft und die Forstwirtschaft geprägtes Dorf. Heute gibt es verschiedene Betriebe des lokalen Kleingewerbes. In den letzten Jahrzehnten entwickelte sich auch der Sommer- und Wintertourismus und es entstanden einige touristische Einrichtungen.
Die Ortschaft liegt an der Verbindungsstraße, die von Thonon-les-Bains über den Col de Jambaz nach Saint-Jeoire führt. Eine weitere Straßenverbindung besteht mit Mieussy.